# Grisignano di Zocco
Grisignano di Zocco là một đô thị tại tỉnh Vicenza ở vùng Veneto, Ý.
Đô thị này có diện tích 17,02 km2, dân số là 4305 người (thời điểm 31 tháng 1 năm 2009)